# Fowleria aurita
Fowleria aurita är en fiskart som först beskrevs av Valenciennes, 1831.  Fowleria aurita ingår i släktet Fowleria och familjen Apogonidae. Inga underarter finns listade i Catalogue of Life.